# Festival Phénomena
 (octobre 2024).

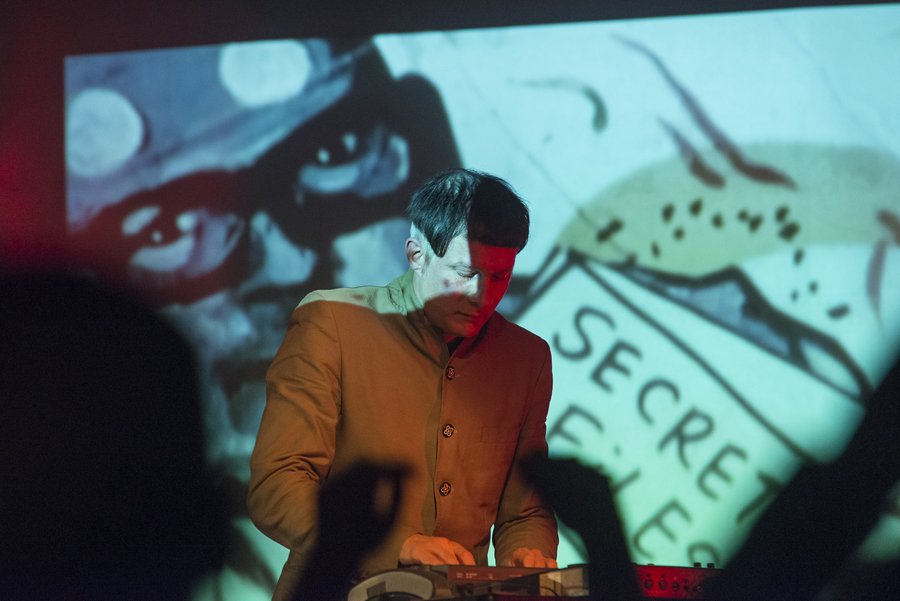
Phénomena 2012, Felix Kubin, performance à la Sala Rossa

Phénomena est un festival interdisciplinaire fondé en 2012 par D. Kimm et la compagnie Les Filles électriques, produit par ces dernières, et, qui propose des rencontres improbables et présente des artistes interdisciplinaires, atypiques et inclassables. 

## Histoire
Le festival se déroule à Montréal en octobre, principalement dans les salles underground du quartier Mile End (La Sala Rossa, Casa del Popolo, Bain St-Michel). Le Festival Phénomena a pris la relève du Festival Voix d'Amériques, consacré à la performance, à la poésie et au spoken word, qui a existé de 2002 à 2011.

## Participations
Parmi les artistes ayant participé au festival, mentionnons Genesis Breyer P-Orridge, Flying Words Project, Felix Kubin, Marie Losier, Daniel Boucher, 2Boys.tv, etc.